# دسته پلی‌استیشن

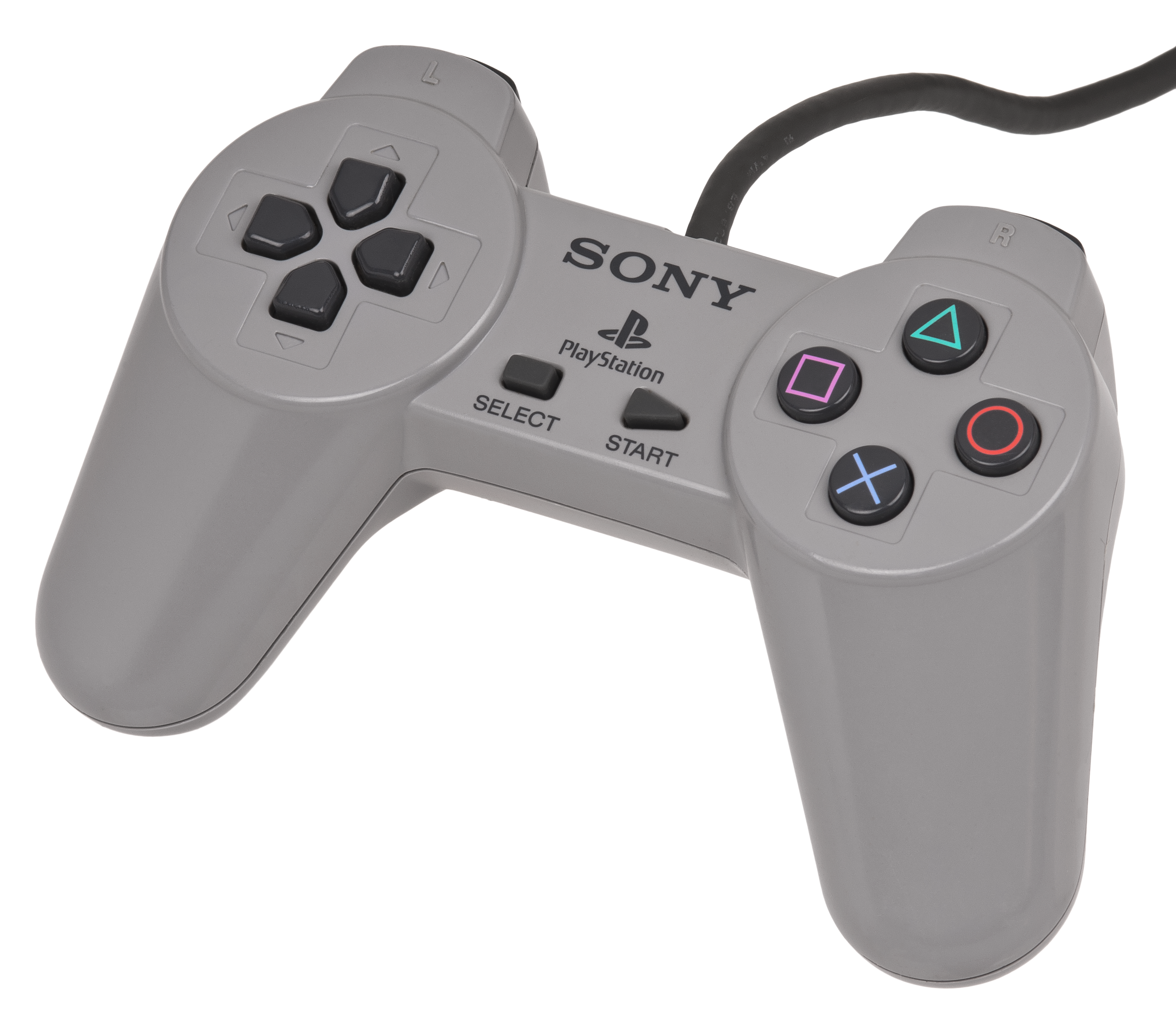
دستهٔ پلی‌استیشن

دسته بازی پلی‌استیشن اولین دسته بازی‌ای بود که توسط سونی کامپیوتر انترتینمنت برای کنسول پلی‌استیشن ارائه شد. اولین نسخه از این دسته‌ها در سوم دسامبر ۱۹۹۴ روانه بازار شدند.
این دسته‌ها بر اساس مدل اولیه دسته‌های سوپر نینتندو اما با اعمال تغییرات زیادی× طراحی شدند. اضافه شدن دکمه‌های جلوی دسته (Lها و Rها) که با انگشت‌های وسط دست قابل فشردن بودن، از این تغییرات هستند. همچنین سونی بجای استفاده از حروف یا اعداد، از اشکال هندسی دایره، ضربدر، مربع و مثلث (, , , ) برای طراحی دسته‌هایش بهره برد. «تیو گوتو» طراح نسخه اصلی دستهٔ پلی‌استیشن معنای این نمادها را اینطور بیان کرد: «دایره و ضربدر بیانگر بله و خیر هستند. مثلث روایتگر نمای دید است و دکمه مربع شبیه یک برگ کاغذ، برای دسترسی به منوی اصلی بازی‌ها». نحوه چیدمان این دکمه‌ها بر اساس ایجاد توانایی در کودکان ۳ تا ۶ سال برای کشیدن آن نمادهاست که در جهت عقربه‌های ساعت این توانایی در کودک با رسم دایره شروع و با مثلث پایان می‌گیرد.
دسته‌های پلی‌استیشن طراحی شده در آمریکا حدوداً ۱۰٪ بزرگ‌تر از مدل‌های ژاپنی خود هستند. ظاهراً این اختلاف ابعاد بخاطر بزرگ بودن اندازه دست مردم در نقاط مختلف در نظر گرفته شده‌است.